# Hieracium glabratum
Hieracium glabratum là một loài thực vật có hoa trong họ Cúc. Loài này được Hoppe ex Willd. mô tả khoa học đầu tiên năm 1803.